# Ralf Schaffeld
Ralf Schaffeld (* 13. April 1959) ist ein ehemaliger deutscher Fußballspieler.

## Karriere
Ralf Schaffeld kam zur Saison 1977/78 vom VfB Rheingold Emmerich zum VfL Bochum in die Bundesliga und absolvierte ein Spiel gegen Eintracht Braunschweig. Nach der Saison wechselte er zum Stadtrivalen SG Wattenscheid 09 in die 2. Liga. Dort spielte er für die nächsten drei Spielzeiten.